# Sarah Witherspoon
Sarah Jane Witherspoon é uma matemática americana interessada em tópicos de álgebra abstrata, incluindo coomologia Hochschild e grupos quânticos. Ela é professora de matemática na Universidade do Texas A&M.
Witherspoon se formou na Universidade Estadual do Arizona em 1988, onde ganhou o Prêmio Charles Wexler de Matemática como a melhor estudante de matemática da UEA naquele ano. Ela fez pós-graduação em matemática na Universidade de Chicago e concluiu seu doutorado. em 1994. Sua dissertação, orientada por Jonathan Lazare Alperin, foi O Anel de Representação do Duplo Quântico de um Grupo Finito.
Witherspoon lecionou na Universidade de Toronto de 1994 a 1998. Depois de ocupar cargos de professor assistente visitante no Mills College, na Universidade de Wisconsin-Madison, no Mount Holyoke College, na Universidade de Massachusetts Amherst e no Amherst College, ela se juntou ao corpo docente do Texas A&M em 2004.
Ela foi eleita para a classe de 2018 de bolsistas da American Mathematical Society, "por contribuições para a teoria de representação e coomologia de álgebras de Hopf, grupos quânticos e objetos relacionados, e por serviços para a profissão e mentoria".